# أليكساندر إيبوليتو
أليكساندر إيبوليتو هو لاعب كرة قدم بلجيكي، ولد في 5 يناير 1999 في بلجيكا. لعب مع رويال إكسل موسكرون.

## وصلات خارجية
- أليكساندر إيبوليتو على موقع قاعدة بيانات كرة القدم.إي يو (الإنجليزية)
- أليكساندر إيبوليتو على موقع Soccerway.com (الإنجليزية)